# Municipio de Bloom (condado de Osborne)
El municipio de Bloom (en inglés: Bloom Township) es un municipio ubicado en el condado de Osborne en el estado estadounidense de Kansas. En el año 2010 tenía una población de 73 habitantes y una densidad poblacional de 0,52 personas por km².

## Geografía
El municipio de Bloom se encuentra ubicado en las coordenadas 39°19′15″N 98°32′23″O / 39.32083, -98.53972. Según la Oficina del Censo de los Estados Unidos, el municipio tiene una superficie total de 139.54 km², de la cual 139,51 km² corresponden a tierra firme y (0,02 %) 0,03 km² es agua.

## Demografía
Según el censo de 2010, había 73 personas residiendo en el municipio de Bloom. La densidad de población era de 0,52 hab./km². De los 73 habitantes, el municipio de Bloom estaba compuesto por el 94,52 % blancos, el 1,37 % eran de otras razas y el 4,11 % eran de una mezcla de razas. Del total de la población el 4,11 % eran hispanos o latinos de cualquier raza.